# Ingen mans kvinna (film)
Ingen mans kvinna är en svensk film från 1953 i regi av Lars-Eric Kjellgren. I rollerna ses bland andra Alf Kjellin, Birger Malmsten och Ann-Marie Gyllenspetz.

## Om filmen
Filmens förlaga var romanen Ingen mans kvinna av Bernhard Nordh, vilken omarbetades till filmmanus av Gardar Sahlberg. Inspelningen ägde rum mellan den 7 april och 26 april 1953, med kompletterande inspelningar gjorda mellan 28 juni och 17 juli samma år. 
Inspelningsplatser var Filmstaden Råsunda, Grövelsjön, Älvdalen, Rättvik samt olika platser i Norge. Produktionsledare var Allan Ekelund, fotografer Åke Dahlqvist och Martin Bodin och klippare Carl-Olov Skeppstedt. Musiken komponerades av Sven Sköld och Erik Nordgren. 
Filmen premiärvisades den 9 november på biograferna Falan i Falun och Palladium i Borlänge. Den var 105 minuter lång, i färg (Gevacolor) och tillåten från 15 år.

## Handling
Imber Ersson får barn tillsammans med den tvivelaktige Erland, som genom ett osunt leverne driver familjen i svält så att barnet dör. Imber förälskar sig i Arne och en uppgörelse mellan Arne och Erland utspelar sig... 

## Rollista
- Alf Kjellin – Arne Persson i Akkafjäll
- Birger Malmsten – Erland Klemensson
- Ann-Marie Gyllenspetz – Imber Ersson, bonddotter och Erlands fästmö
- Lissi Alandh – Judith Henriksson, bonddotter
- Aurore Palmgren – Arnes mor
- Märta Dorff – fru Henriksson, Judiths mor
- Max von Sydow – Olof, Arnes yngre bror
- Kolbjörn Knudsen – Jonas Persson, nybyggare, Arnes far
- Josua Bengtson – skolmästaren, Arnes böneman
- Ella Hval	– Lapp-Kari, lappgumma
- Ingerid Vardund – Mimmi, hennes sonhustru
- Marit Halset – Åse, servitris
- Tryggve Larssen – Lapp-Nicke, Lapp-Karis man
- Jørn Ording – Thomas, Nickes och Karis son

Ej krediterade
- Monica Weinzierl – Ella Persson, Arnes lillasyster
- Sven d'Ailly – Jan Ersson, bonde, Imbers far
- Albin Erlandzon – Erssons granne
- Olle Hilding – Henriksson, bonde, Judiths far
- Greta Berthels – grannkvinna hos Henrikssons
- Wilma Malmlöf – grannkvinna hos Henrikssons
- Elsa Textorius – grannkvinna hos Henrikssons
- Axel Högel – Jordfästningsförrättande präst
- Annica Rehnström – Imbers lillasyster
- Uno Larsson – kyrkvärden
- Gösta Prüzelius – röst i prologen
- Sten Lindgren – dubbar Sven d'Ailly